# Gentingen

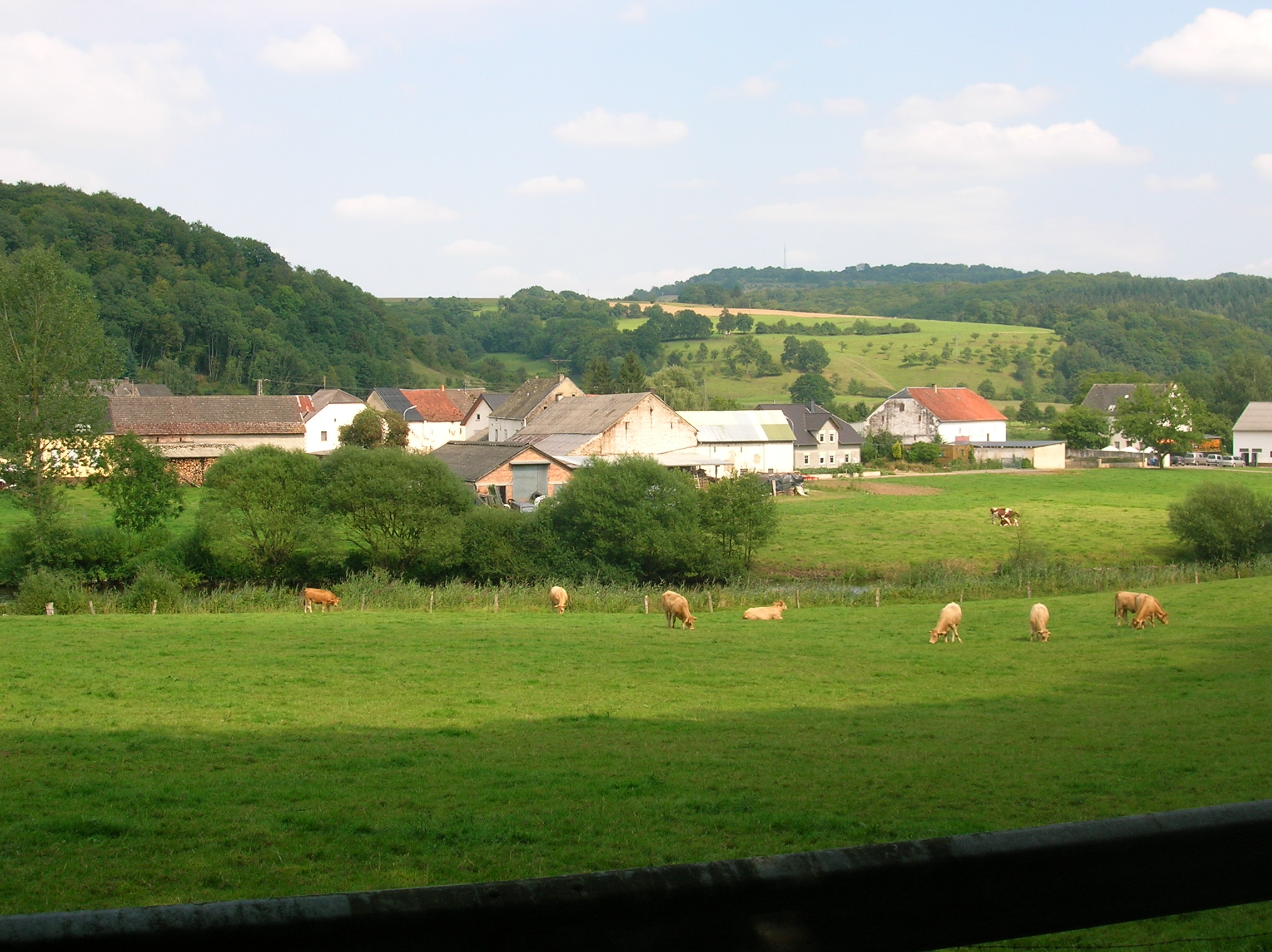
Gentingen

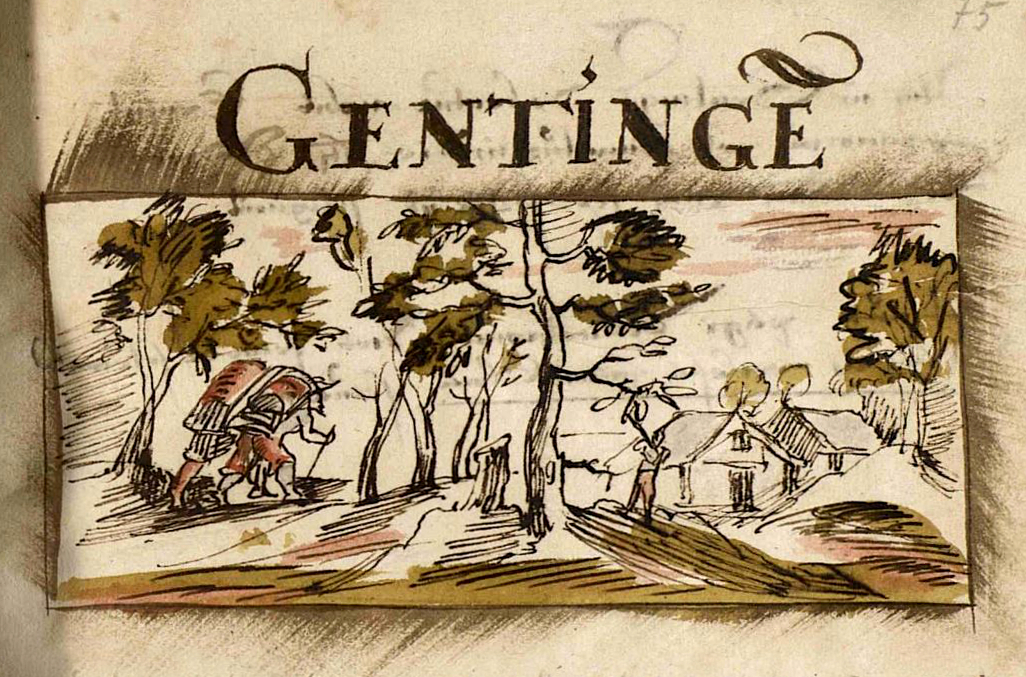
Gentingen, Jean Bertels 1597

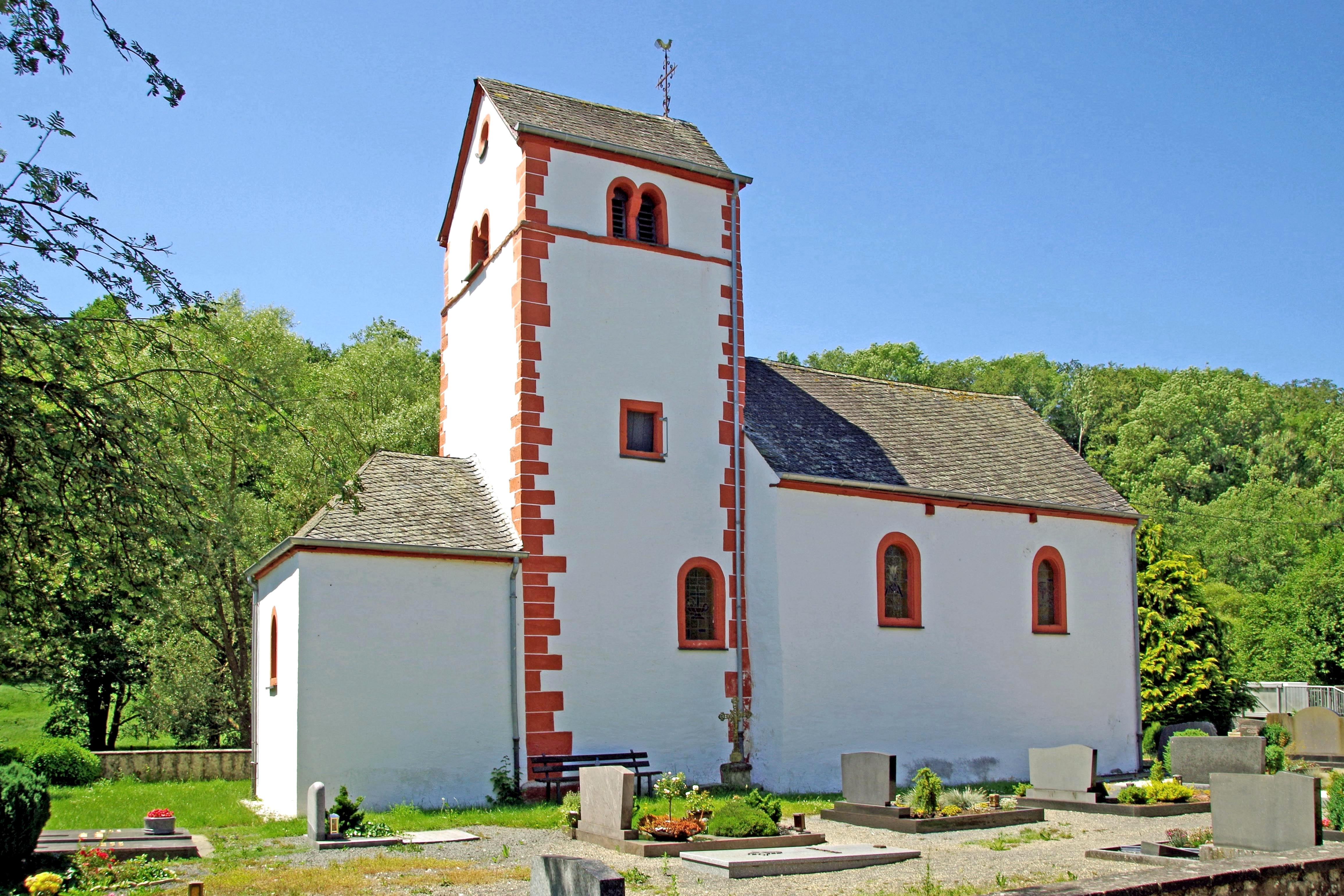
St. Johannes aus dem 17. Jhr.

Gentingen ist eine Ortsgemeinde im Eifelkreis Bitburg-Prüm in Rheinland-Pfalz. Sie gehört der Verbandsgemeinde Südeifel an.

## Geographie
Gentingen liegt unmittelbar an der Grenze zu Luxemburg am östlichen Ufer der Our. Nach Roth an der Our im Norden sind es drei Kilometer, nach Körperich im Nordosten und ebenso Niedersgegen im Osten etwa vier Kilometer. Etwa zwei Kilometer südöstlich befindet sich Ammeldingen an der Our. Auf luxemburgischem Gebiet sind die Orte Bettendorf (6 km südwestlich) und Bettel (4 km nordwestlich) zu finden.

## Geschichte
Die Region um Gentingen war vermutlich schon früh besiedelt, was durch den Fund von acht bis neun Grabhügeln nordöstlich des Ortes nachgewiesen werden konnte. Die Hügelgräber sind stark verschliffen und weisen Durchmesser zwischen 6 und 15 m auf. Aufgrund fehlender Untersuchungen ist die Zeitstellung noch unbekannt.
Gentingen wurde erstmals am 6. Mai 1096 als Gemtinga in einer Schutzurkunde des Papstes Alexander II. für die Abtei Echternach erwähnt. Papst Viktor IV. bestätigte am 9. Juni 1161 den Besitz, 1282 erscheint der Ort als Gemptingen.
Gentingen gehörte zur luxemburgischen Grafschaft Vianden wurde 1795 französisch und gehörte zum Departement Wälder. Aufgrund der Beschlüsse auf dem Wiener Kongress wurde 1815 das vormals luxemburgische Gebiet östlich der Sauer und der Our dem Königreich Preußen zugeordnet, das Gentingen über die Bürgermeisterei Körperich im Kreis Bitburg verwaltete. Nach dem Ersten Weltkrieg wurde der Ort zeitweise französisch besetzt. 1944 wurde im Dezember im Rahmen der Ardennenoffensive eigens in kürzester Zeit eine Behelfsbrücke über die Our errichtet (etwa 50 Meter von der Kirche entfernt); heute steht dort ein Fußgängerübergang mit einer Informationstafel. Seit 1946 ist der Ort Teil des damals neu gebildeten Landes Rheinland-Pfalz. Seit 1970 gehörte Gentingen der Verbandsgemeinde Neuerburg an, die am 1. Juli 2014 in der Verbandsgemeinde Südeifel aufging.
Statistik zur Einwohnerentwicklung
Die Entwicklung der Einwohnerzahl von Gentingen, die Werte von 1871 bis 1987 beruhen auf Volkszählungen:
| Jahr | Einwohner |
| ---- | --------- |
| 1815 | 73        |
| 1835 | 71        |
| 1871 | 80        |
| 1905 | 111       |
| 1939 | 110       |
| 1950 | 83        |
| 1961 | 104       |

| Jahr | Einwohner |
| ---- | --------- |
| 1970 | 81        |
| 1987 | 68        |
| 1997 | 64        |
| 2005 | 60        |
| 2011 | 72        |
| 2017 | 70        |
| 2023 | 98        |

## Politik

### Gemeinderat
Der Gemeinderat in Gentingen besteht aus sechs Ratsmitgliedern, die bei der Kommunalwahl am 9. Juni 2024 in einer Mehrheitswahl gewählt wurden, und dem ehrenamtlichen Ortsbürgermeister als Vorsitzendem.

### Bürgermeister
Natascha List wurde am 26. März 2025 Ortsbürgermeisterin von Gentingen. Bei der Direktwahl am 23. Februar 2025 war sie mehrheitlich gewählt worden.
Lists Vorgänger Thomas Ewen hatte das Amt am 9. Juli 2024 übernommen. Da für die Direktwahl am 9. Juni 2024 kein Wahlvorschlag eingereicht worden war, oblag die Neuwahl des Bürgermeisters gemäß rheinland-pfälzischer Gemeindeordnung dem Rat der Gemeinde, der sich auf seiner konstituierenden Sitzung für Thomas Ewen entschied. Ewens Vorgänger Franz-Josef Wenzel hatte das Ehrenamt am 29. Juli 2014 angetreten und kandidierte nach einer Wiederwahl 2019 zur Wahl 2024 nicht erneut als Ortsbürgermeister. Wenzels Vorgängerin Maggy Thiex hatte das Amt seit 1999 ausgeübt.

## Kultur und Sehenswürdigkeiten
- Gentingen verfügt über die einschiffige Kirche St. Johannes der Täufer mit romanischem Chorturm. Sie stammt aus dem 17. Jahrhundert. Der Turm wurde 1710 instand gesetzt und eine Sakristei im 19. Jahrhundert angefügt. Die drei barocken Altäre im Inneren stammen aus dem 18. Jahrhundert, wobei der Hauptaltar u. a. Johannes den Täufer zeigt, in der Nische des rechten Seitenaltars kniet Knecht Isidor, der linke Seitenaltar von 1742 ist heute ein Marienaltar.
- Es gibt mehrere Wanderrouten in und um Gentingen.[14][15]
- Jährliches Kirmes- bzw. Kirchweihfest wird am letzten Wochenende im Mai gefeiert.

## Wirtschaft und Infrastruktur

### Wirtschaft
Der Ort ist traditionell landwirtschaftlich geprägt, durch einen lokalen Campingplatz wird aber auch der Fremdenverkehr gefördert.

### Verkehr
Die Gemeinde wird durch die Kreisstraße K 5 an das überregionale Straßennetz angeschlossen.
Gentingen ist über eine Buslinie mit Mettendorf und Körperich verbunden.